# Котопахі (провінція)
Провінція Котопахі (ісп. Provincia de Cotopaxi) — провінція Еквадору, розташована в центрі країни в Еквадорських Андах, названа на честь другої за висотою гори в країні, вулкану Котопахі (5 897 м), що розташований на території провінції. Столиця провінції — місто Латакунґа, її населення — 384 499 осіб (2005 рік).
| Еквадор | Це незавершена стаття з географії Еквадору. Ви можете допомогти проєкту, виправивши або дописавши її. |